# Erzbistum Zagreb

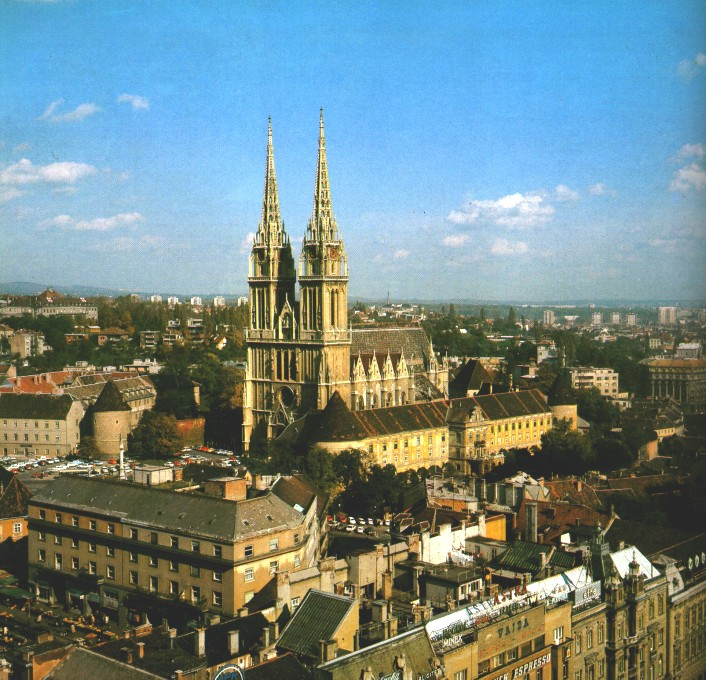
Die Kathedrale in Zagreb

Das Erzbistum Zagreb (lat.: Archidioecesis Zagrebiensis, kroat.: Zagrebačka nadbiskupija) und dessen Kirchenprovinz stellt territorial und mit der Anzahl seiner Gläubigen die größte Einheit der römisch-katholischen Kirche in Kroatien dar. Es umfasst den größten Teil Mittelkroatiens und den kroatischen Teil der Baranja.
Auf dem Territorium der Erzdiözese leben nahezu 40 % aller römisch-katholischen Christen Kroatiens (Stand 2016). Der Erzbischof ist seit 2009 Metropolit einer Kirchenprovinz, die neben dem Erzbistum selbst die drei römisch-katholischen Bistümer Bjelovar-Križevci, Sisak und Bjelovar-Križevci sowie das griechisch-katholische Bistum Križevci umfasst.
Neben dem Erzbistum Zagreb gibt es in Kroatien noch folgende Erzbistümer: Das Erzbistum Đakovo-Osijek, das Erzbistum Rijeka, das Erzbistum Split-Makarska und das Erzbistum Zadar. In der kroatischen Hauptstadt Zagreb befinden sich auch der Sitz der kroatischen Bischofskonferenz (HBK) und das Militärordinariat. Derzeitiger Erzbischof ist Dražen Kutleša.

## Geschichte

### Spätantike und Frühmittelalter
Auf dem Gebiet des heutigen Erzbistums Zagreb befand sich in der Spätantike das Erzbistum Siscia (Sisak) auf dem Gebiet der römischen Provinz Pannonia Savia, deren Bischof Quirinus von Siscia (kroatisch Kvirin) war. Als erster Bischof wird während der Herrschaft des Kaisers Decius Castus erwähnt. Nach dem Fall von Sirmium im Jahre 441 schloss sich das Erzbistum Siscia der Metropolie von Salona an. In der Zeit der Völkerwanderung des 6./7. Jahrhunderts erlosch das Erzbistum. Bei der ersten Synode von Split im Jahre 925 wurde der Versuch einer Neugründung der einstigen Metropolie unternommen. Dieses Vorhaben missglückte.

### Bistumsgründung
Das Bistum Zagreb wurde als Bistum Agram im Jahre 1094 auf Veranlassung des ungarischen Königs Ladislaus I. (László I.) errichtet. Dies bezeugt die Urkunde felicjanova isprava aus dem Jahre 1134. Sie ist das älteste erhaltene Dokument des heutigen Erzbistums Zagreb. Die Gründung des Bistums Zagreb sollte nicht nur religiöse, sondern eher politische Ziele verfolgen. Als Machtstütze für die ungarischen Könige samt der ungarischen Obrigkeit (in Personalunion mit Kroatien) sollte der Machtbereich des Königreichs Ungarn unter der Herrschaft des Königs Koloman von der Drau bis in das Gebiet des Gvozd (Posavina) ausgedehnt werden. Um dieser Ziel zu erreichen, wurde das neu gegründete Bistum Zagreb zunächst dem ungarischen Erzbistum Gran unterstellt, danach im Jahre 1180 dem Erzbistum Kalocsa-Kecskemét bis in das Jahr 1852.
Durch Stiftungen sowohl der ungarischen Könige als auch wohlhabender Persönlichkeiten des 12. Jahrhunderts wurde das Vermögen des Bistums Zagreb vergrößert. Das Territorium des Bistums war in Archidiakonate aufgeteilt. In der Gemeindezählung des Jahres 1334 werden folgende 14 Archidiakonate aufgezählt: Gora, Zagorje, Svetačje, Gušće, Zagreb, Dubica, Komarnica, Gorica, Kalnik, Vaška, Čazma, Bekšin, Varaždin und Vrbovec.
Politisch versuchte der ungarische König Ladislaus I., das von ihm in Personalunion beherrschte Fürstentum Nitra unter seine Kontrolle zu bringen. Dem widersetzte sich Papst Urban II., der hierbei als Verteidiger des kroatischen Fürstentums auftrat. Daraufhin wandte sich König Ladislaus an den Gegenpapst Clemens III. (Klement Wibert). Er wollte damit zum einen seine Machtposition stärken, zum anderen aber ein Gegengewicht zu Papst Urban II. etablieren. Die politischen Meinungsverschiedenheiten zwischen der ungarischen Krone und dem Heiligen Stuhl wurden unter Papst Gregor IX. im Jahre 1227 beigelegt.
Der erste Bischof des Bistums wurde von König Ladislaus eingesetzt. Dabei handelte es sich entweder um einen Tschechen oder einen Slowaken namens Duh von Hahót. Er brachte wertvolle liturgische Bücher in das Bistum Zagreb, die heute in der erzbischöflichen Bibliothek aufbewahrt werden. Den ersten Bischöfen des Bistums dienten vorübergehend einige der größten Kirchen als Kathedralen. Um dem abzuhelfen, wurde der Beschluss gefasst, eine repräsentative Kathedrale zu errichten. Die erste Kathedrale wurde an der Stelle errichtet, wo sich die heutige Kathedrale des Erzbistums Zagreb befindet. Der Bau wurde im spätromanischen Stil ausgeführt, der zu jener Zeit in Mitteleuropa vorherrschte. Im Jahre 1217 wurde sie vollendet und geweiht. Bei diesem Ereignis war der ungarische König Andreas II. neben Bischöfen und weiteren kirchlichen sowie weltlichen Würdenträgern anwesend.
Für das religiöse Leben des Bistums war die erste Kathedrale von großer Bedeutung. Im Jahre 1242 wurde diese Kathedrale des Bistums Zagreb bei einem Einfall der Tataren zerstört. Als Ersatz wurde die im Jahre 1250 fertiggestellte Kapelle des Hl. Stefan genutzt. Heute ist die Kapelle Bestandteil des Bischofssitzes des Erzbistums Zagreb. Auf den Trümmern der ersten Kathedrale begann man 40 Jahre später unter Bischof Timotej von Zagreb (1263–1287) mit dem Bau einer neuen Kathedrale. Die heutige Kathedrale wurde im gotischen Stil errichtet.

### Entwicklung zur Metropolie
Schon im 13. Jahrhundert strebten die Bischöfe von Zagreb danach, das Bistum zum Erzbistum zu erheben. Ihr Ziel war es, sich dadurch von der ungarischen römisch-katholischen Hierarchie lösen zu können.
Der Zagreber Bischof Stefan II. (1225–1249) war der erste bekannte Befürworter eines Zusammenschlusses des Erzbistums Split mit dem Bistum Zagreb. Er strebte danach, erster Primas zu werden und so als erster Erzbischof der Kirche der Kroaten vorzustehen. Gegen Ende des 17. Jahrhunderts nahm Bischof Aleksander Mikulić (1688–1694) diesen Gedanken auf und unterstützte die Vereinigung des Bistums Zagreb mit der Metropolie von Split. Sein Vorhaben wurde von Seiten der Republik Venedig verhindert. Bischof Martin Brajković (1703–1708) forderte ebenfalls die Erhebung des Bistums Zagreb in den Rang eines Erzbistums. Papst Clemens XI. (1700–1721) wie auch der Wiener Hof waren diesem Vorhaben wohlwollend zugetan. Aufgrund des plötzlichen Todes von Bischof Brajković wurde allerdings auch dieses Vorhaben nicht verwirklicht.

### 19. Jahrhundert
Im 19. Jahrhundert beschäftigte sich das kroatische Parlament unter dem Vorsitz des Zagreber Bischofs Juraj Haulik de Varalya mit dem Status des Bistums Zagreb. Als im Jahre 1848 die Beziehungen zum ungarischen Königreich abbrachen, erklärte der kroatische Ban Josip Jelačić von Bužim 1850 die Bestrebungen des Bistums Zagreb am Wiener Hof zur dringlichen Aufgabe. Am 12. August 1850 unterzeichnete Kaiser Franz Joseph I. eine Verfügung, in der das Bistum Zagreb zum Erzbistum erhoben und zum Metropolitanbistum der kroatisch-slowenischen Kirchenprovinz bestimmt wurde.
Aufgrund des anhaltenden Widerstands der Erzbistümer Esztergom und Kalocsa schob der Heilige Stuhl in Rom zwei Jahre lang die endgültige Entscheidung über den Status des Bistums hinaus. Aufgrund der Fürsprache von Ban Josip Jelačić, der Wiener Regierung und auch des päpstlichen Nuntius am Kaiserhof in Wien, Kardinal Michele Viale Prelà, erließ Papst Pius IX. am 11. Dezember 1852 die Bulle Ubi primum placuit, durch die das Bistum Zagreb zum Erzbistum und zur Metropolie erhoben wurde. Der neuen Metropolie wurden die bis dahin dem Erzbistum Kalocsa zugewiesenen Bistümer Đakovo, Senj-Modruš und Križevci unterstellt. Der päpstliche Nuntius Kardinal Michele Viale-Prela führte am 8. Mai 1853 in der Zagreber Kathedrale Juraj Haulik als ersten Erzbischof von Zagreb in sein Amt ein.

### 20. und 21. Jahrhundert
Im 20. Jahrhundert gab es Überlegungen, das Erzbistum aufzuteilen, damit die pastorale Tätigkeit angesichts der territorialen Größe und der Zahl von Gläubigen gewährleistet blieb. Der Zagreber Erzbischof Alojzije Stepinac erwog in den 1930er Jahren die Gründung der Bistümer Varaždin und Požega.
Im Jahr 1994 feierte das Erzbistum Zagreb sein 900-jähriges Bestehen. An den Feierlichkeiten nahm Papst Johannes Paul II. anlässlich seines ersten Pastoralbesuchs in Kroatien vom 10. bis 11. September 1994 teil.
Am 5. Dezember 2009 gab das Erzbistum Zagreb Teile seines Territoriums zur Gründung der Bistümer Bjelovar-Križevci und Sisak ab.

## Gliederung des Erzbistums
Das Erzbistum setzt sich aus den folgenden sieben Archidiakonaten zusammen: Bjelovar-Kalnik (Bjelovarsko-kalnički), Čazma-Moslavina (Čazmansko-moslavački), Kathedrale (Katedralni), Karlovac-Velika Gorica (Karlovačko-gorički), Sisak-Hochland (Sisačko-gorski), Turopolje (Turopoljski) und Zagorje (Zagorski).
Diese Archidiakonate wurden im Mittelalter gegründet. Die Archidiakonate gliedern sich in 32 Dekanate und diese wiederum in 312 Pfarrgemeinden auf. Das Gebiet der Stadt Zagreb ist Teil des Archidiakonats Katedrala. Es besteht aus 9 Dekanaten: Oberstadt (Gornjogradski), Kustodiat/Kustošija (Kustošijski), Maksimir-Trnaja (Maksimirsko-trnajavski), Neu-Zagreb/Novi Zagreb (Novozagrebački), Remetinec (Remetski), Resnik (Resnički), Susedgrad (Susedgradski), Trešnjevka (Trešnjevački) und Vugrovec (Vugrovečki) mit ca. 80 Pfarrgemeinden.
Der Erzbischof von Zagreb ist traditionsgemäß Vorsitzender der kroatischen Bischofskonferenz und damit der Gemeinschaft der kroatischen Bischöfe. Erzbischof ist seit 1997 Josip Kardinal Bozanić. Er wird von drei Weihbischöfen unterstützt.